# 高雄市公車23路
高雄市公車23路，由高雄客運營運，起點站為高雄客運鳳山站，終點站為圓照寺，部份班次延駛至文山高中。是鳳山區、鳥松區的公車路線。

## 歷史
- 縣市合併前，前身為駛入高雄縣的市區公車3路。
- 2016年8月起改由無障礙復康中巴行駛。

## 停靠站
參見右側路線圖